# Рікі ван Стеден
Рікі ван Стеден (англ. Riki van Steeden, нар. 24 грудня 1976, Нельсон) — новозеландський футболіст, що грав на позиції захисника, зокрема за «Окленд Сіті» та національну збірну Нової Зеландії.

## Клубна кар'єра
Народився 24 грудня 1976 року в місті Нельсон. Вихованець місцевої футбольної команди «Нельсон Сабурбс».
Згодом з 1996 по 1999 рік грав за команди «Крайстчерч Технікал» та «Карлтон».
Своєю грою за останню команду привернув увагу представників тренерського штабу клубу «Футбол Кінгз», до складу якого приєднався 1999 року. Відіграв за команду з Окленда наступні п'ять сезонів своєї ігрової кар'єри.
2004 року перейшов до «Окленд Сіті», за який відіграв наступні дев'ять сезонів. За цей час п'ять разів вигравав чемпіонат Нової Зеландії та шість разів ставав клубним чемпіоном Океанії. 

## Виступи за збірну
1997 року дебютував в офіційних матчах у складі національної збірної Нової Зеландії. Того року провів у її формі 5 матчів, забивши 1 гол.

## Титули і досягнення
- Чемпіон Нової Зеландії (5):

«Окленд Сіті»: 2004-2005, 2005-2006, 2006-2007, 2008-2009, 2013-2014
- Клубний чемпіон Океанії (6):

«Окленд Сіті»: 2006, 2008-2009, 2010-2011, 2011-2012, 2012-2013, 2013-2014